# Тіл Фаулер
Тіл Фаулер (англ. Teal Fowler; нар. 11 грудня 1970, Батавіа) — колишній американський хокеїст, що грав на позиції нападника. Згодом хокейний тренер.

## Ігрова кар'єра
Виступав за команду коледжу Меррімек, а також німецькі клуби «Дортмунд» та «Ізерлон Рустерс».

## Тренерська кар'єра
Тренерську кар'єру розпочав з посади асистента головного тренера в «Ізерлон Рустерс». У 2006 очолив клуб «Крефельд Пінгвін». 
З сезону 2006/07 асистент головного тренера Грега Посса в «Адлер Мангейм», де він став чемпіоном Німеччини.
У 2009 Тіл один з асистентів головного тренера збірної Німеччини Дейва Кінга. 
З січня 2010 виконував обов'язки головного тренера «Адлер Мангейм».